# Vanellus duvaucelii
Vanellus duvaucelii (лат.) — вид птиц семейства ржанковых. Распространён в Азии. Видовое название дано в честь французского натуралиста Альфреда Дювоселя (1793—1824).

## Описание
Птица размером от 29,5 до 31,5 см и массой от 143 до 185 г. Лицо чёрное. Глаза красные. Затылочные перья и перья на макушке головы образуют хохол. В предплюснах находятся черные шпоры. От родственного шпорцевого чибиса (Vanellus spinosus), обитающего в Африке и Передней Азии, он отличается серой грудью и светло-серым оперением по бокам головы и шеи. На брюхе имеется маленькое чёрное пятно. Полы похожи, самцы тем не менее несколько больше. У юных птиц чёрные перья на голове имеют коричневые вершины.

## Распространение
Область распространения вида простирается от Уттар-Прадеша и Непала через восток и северо-восток Индии до юго-запада Юньнань и Индокитая. Вид можно обнаружить чаще вблизи рек, в частности, на сельхозугодьях, на песчаных банках и на наносных берегах. Редко встречается в стоячих водоёмах.

## Питание
Питание состоит преимущественно из насекомых, червей, ракообразных и моллюсков. Очевидно, лягушки и головастики также входят в рацион.

## Размножение

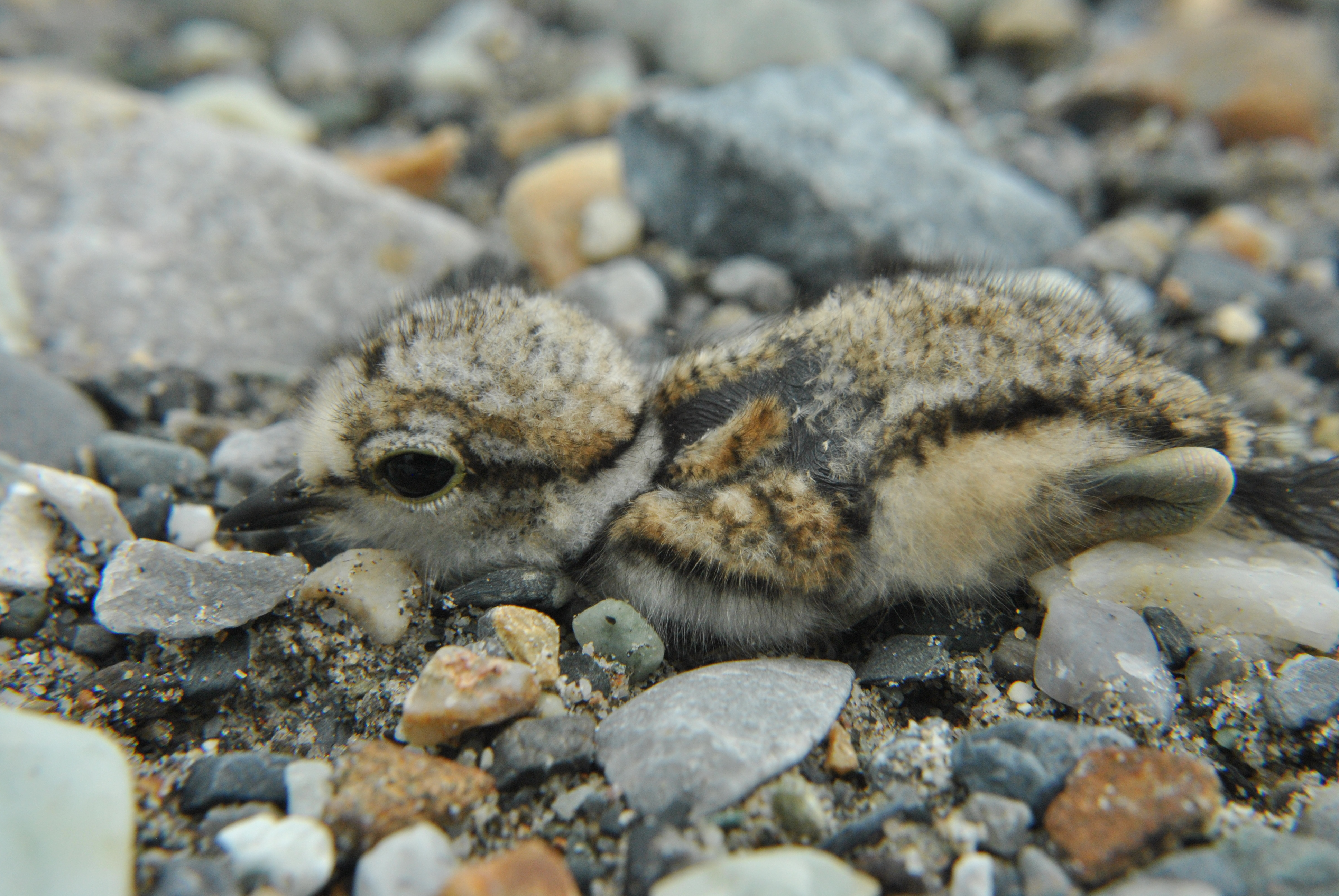

Период гнездования длится с марта по июнь. Гнездо представляет собой маленькую лунку на песчаной отмели. В кладке от 3-х до 4-х яиц, высиживание которой длится от 22 до 24 дней.